# Jean-François Harrisson
Pour les articles homonymes, voir Harrisson.
Jean-François Harrisson (né à Montréal en 1975) est un acteur québécois.

## Biographie
Né à Montréal, Jean-François Harrisson a grandi à Matane. Il n'a jamais connu son père[réf. nécessaire]. Il a un fils.

### Accusations criminelles
Le 4 mars 2009, il est accusé de possession et distribution de pornographie juvénile,. Il a également été accusé de possession d'amphétamine (speed) et d'ecstasy,,,,,,,,,,,,,. La cause a été reportée à plusieurs reprises depuis. Le 27 janvier 2011, Jean-François Harrisson est arrêté à son domicile de Montréal, la police ayant obtenu un mandat d'arrêt contre lui après qu'il ne se soit pas présenté à la cour pour une deuxième fois.
Après avoir reconnu sa culpabilité, le juge Jean-Pierre Boyer a imposé une peine de 20 mois de détention, le 4 juillet 2011. Comptant le temps où Jean-François Harrisson a été incarcéré de manière préventive, il sera confiné à 9 mois de prison, en plus de voir son nom être inscrit au Registre national des délinquants sexuels pendant dix ans et plusieurs autres conditions.

## Filmographie
- 1990 : Watatatow (série télévisée) : Danny Michel[20]
- 1997 : Diva (série télévisée) : Marco Labelle
- 2002 : Max Inc. (série télévisée) : Sylvain McLean (Vain-Vain)
- 2002-2009 : Une grenade avec ça? (série télévisée) : Patrick Béliveau
- 2005 : Minuit, le soir (série télévisée) : Henri
- 2005-2007 : R-Force (série télévisée) : animateur
- 2008-2009 : Grosse vie (série télévisée) : Rudy (fils de Normand)

## Figuration
- En 1998, Jean-François Harrisson figure dans le vidéoclip Le 7e jour du groupe rap La Constellation formé de 2 Faces le Gémeau et de Onze, futurs membres du collectif 83[21].

## Porte-parole
- 2004 à 2009 : FestiFilm (concours de courts métrages amateur destiné aux élèves du secondaire)

## Récompenses et nominations

### Nominations
- 2005 : mis en nomination Prix Gémeaux meilleure interprétation dans un rôle de soutien de jeunesse[20]
- 2006 : mis en nomination Prix Gémeaux meilleure animation jeunesse (R-Force)
- 2006 : mis en nomination Prix Gémeaux meilleure interprétation dans un rôle de soutien de jeunesse
- 2007 : finaliste Prix Artis dans la catégorie artiste d’émissions jeunesse
- 2007 : mis en nomination Prix Gémeaux meilleure animation jeunesse (R-Force)
- 2007 : mis en nomination gala des Prix SOBA dans la catégorie artiste masculin dans une émission ou une série télévisée de l’année (R-Force)
- 2008 : mis en nomination Prix Artis dans la catégorie artiste d’émissions jeunesse
- mis en nomination gala des Prix SOBA dans la catégorie artiste masculin dans une émission ou télé-série de l’année

## Formation
- 2007-2008 : Stage en doublage avec Sébastien Reding[20]
- 2007 : Coaching de voix et de micro avec Alain E. Cadieux
- 2004 : Coaching de voix et de diction avec Huguette Uguay
- 1999 : Workshop Grotovski avec Kate Blight
- 1998 : Workshop Laban avec Kate Blight
- 1998 : Ateliers de Jeu masqué avec Claude Desparois
- 1998 : Option théâtre au Cégep de Saint-Hyacinthe